# Viola (Delaware)
Viola é uma vila localizada no estado americano de Delaware, no condado de Kent.

## Geografia
De acordo com o United States Census Bureau, a vila tem uma área de 0,5 km², onde todos os 0,5 km² estão cobertos por terra.

### Localidades na vizinhança
O diagrama seguinte representa as localidades num raio de 16 km ao redor de Viola.

## Demografia
Segundo o censo nacional de 2010, a sua população é de 157 habitantes e sua densidade populacional é de 336,8 hab/km². Possui 64 residências, que resulta em uma densidade de 137,3 residências/km².